# Lời thì thầm của tội ác
Lời thì thầm của tội ác (tiếng Hàn: 귓속말; Romaja: Gwitsokmal) là một bộ phim truyền hình Hàn Quốc năm 2017 với sự tham gia của các diễn viên Lee Bo-young, Lee Sang-yoon, Kwon Yul và Park Se-young. Phim gồm 17 tập được phát sóng từ ngày 27 tháng 3 đến ngày 23 tháng 5 năm 2017 vào lúc 22:00 (KST) thứ hai và thứ ba hàng tuần trên SBS.

## Tóm tắt nội dung
Dựa trên bối cảnh của Công ty Luật Taebaek, công ty luật lớn nhất tại Hàn Quốc, bộ phim này mô tả màn hợp tác giữa cảnh sát và thẩm phán để bảo vệ công lý, vạch trần những hành vi tham nhũng trong ngành công nghiệp quốc phòng, vi phạm đạo đức tiền bạc và quyền lực.

## Diễn viên

### Diễn viên chính

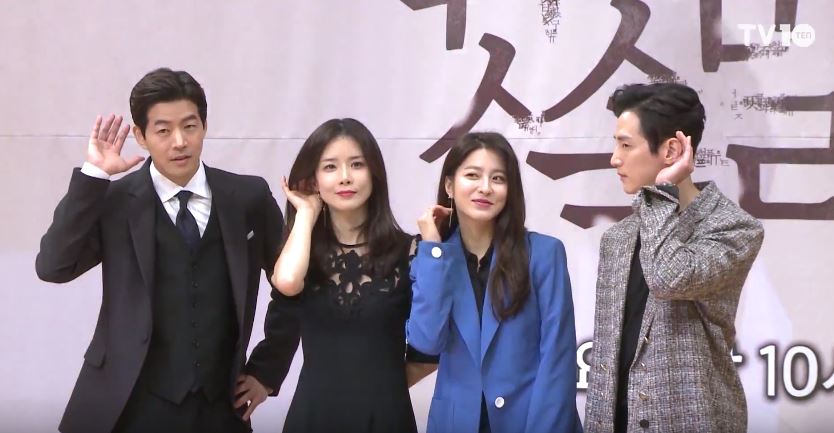
Các diễn viên chính của bộ phim đang thực hiện động tác "nghe lời thì thầm". Từ trái sang: Lee Sang-yoon, Lee Bo-young, Park Se-young, Kwon Yul.

- Lee Bo-young vai Shin Young Joo, cảnh sát Phòng Hình sự của Cơ quan Cảnh sát Jongno ở Seoul, chiến đấu để rửa sạch nỗi oan khuất vô cớ của cha mình. Sau khi bị sa thải khỏi ngành cảnh sát, cô mượn danh tính của bạn thân là Jo Yeon Hwa vào làm việc trong Công ty Luật Taebaek để tiếp tục vạch trần sự thật.[3]
- Lee Sang-yoon vai Lee Dong Joon, luật sư của Công ty Luật Taebaek, từng là thẩm phán của Tòa án Quận Seoul, cùng với Shin Young Joo vạch trần sự thật.
- Kwon Yul vai Kang Jung Il, luật sư và là Giám đốc của nhóm mua bán và sáp nhập doanh nghiệp tại Công ty Luật Taebaek.[4]
- Park Se-young vai Choi Soo Yeon, con gái của Giám đốc điều hành Công ty Luật Taebaek.

### Diễn viên phụ

#### Công ty luật Taebaek
- Kim Kap-soo vai Choi Il Hwan, Giám đốc điều hành của Taebaek và là cha của Kim Soo Yeon.
  - Lee Ji-hoon vai Choi Il Hwan lúc trẻ (Cameo)
- Kim Hong-fa vai Kang Yoo Taek, Cha của Kang Jung Il và là Chủ tịch Tập đoàn Công nghiệp Bo-gook.
  - Lee Si-eon vai Kang Yoo Taek lúc trẻ
- Moon Hee-kyung vai Yoon Jung Ok, mẹ của Kim Soo Yeon.
- Jo Dal-hwan vai Jo Kyung Ho, Bạn thân của Kang Jung Il.
- Yoon Joo-hee vai Hwang Bo Yeon, Trợ lý riêng của Kim Soo Yeon.
- Kim Hyung-mook vai Song Tae Gon, Thư ký của Choi Il Hwan.
- Kim Roi-ha vai Baek Sang Goo, tay sai được thuê bởi Taebaek.

#### Nhân vật xung quanh đến Lee Dong Joon
- Kim Chang Wan vai Lee Ho Bum, giám đốc Bệnh viện Hangang và là bố của Lee Dong Joon.
- Won Mi-kyung vai Ahn Myung Sun, mẹ của Lee Dong Joon.
- Sora Jung vai Jung Mi Kyung, mẹ kế của Lee Dong Joon.
- Jo Seung-yoon vai Lee Dong Min, con trai của cha Lee Dong Jon và mẹ kế.
- Heo Jae-ho vai Noh Ki Yong, cấp dưới của Lee Dong Joon.

#### Nhân vật xugn quanh Shin Young Joo
- Kang Shin-il vai Shin Chang Ho, phóng viên và là bố của Shin Young Joo. Bị vu oan tội giết người.
- Kim Hae-sook vai Kim Sook Hee, mẹ của Shin Young Joo.
- Lee Hyun-jin vai Park Hyun Soo, cảnh sát và là bạn trai cũ của Shin Young Joo.
- Jung Yi-yeon vai Jo Yeon Hwa, y tá tại bệnh viện và là bạn thân của Shin Young Joo. Cho Shin Young Joo mượn danh tính để thâm nhập vào Taebaek.

### Khách mời đặc biệt
- Choi Hong-il vai Kim Sang Shik, bạn than của Shin CHang Ho (tập 1)
- Jeon Gook-hwan vai Jang Hyun Guk, Chánh án của Tòa án Tối cao Hàn Quốc
- Eum Moon-suk vai thuộc hạ của Baek Sang Goo (tập 6)
- Cho Jae-hyun vai Lee Tae Joon, cựu Công tố viên trưởng của Văn phòng Công tố. Đây là nhân vật trong phim Đối đầu cũng của đạo diễn Lee Myung-woo và biên kịch Park Kyung-soo (tập 17)
- Seo Ji-hye vai Choi Yeon-jin, Công tố viên của Văn phòng Công tố. Đây là nhân vật trong phim Đối đầu cũng của đạo diễn Lee Myung-woo và biên kịch Park Kyung-soo (tập 17)
- Park Jung Woo vai Trưởng văn phòng thư ký tổng thống. Đây là nhân vật trong phim Đối đầu cũng của đạo diễn Lee Myung-woo và biên kịch Park Kyung-soo.

## Quá trình sản xuất
Buổi đọc kịch bản đầu tiên diễn ra vào lúc 2 giờ chiều ngày 24 tháng 1 năm 2017 tại Trung tâm sản xuất Tanhyeon-dong của đài SBS, quận Ilsanseo, thành phố Goyang, tỉnh Gyeonggi, Hàn Quốc. Bộ phim bắt đầu bấm máy vào ngày 1 tháng 2 năm 2017.
Tên ban đầu của bộ phim là Advance (tiếng Hàn: 진격; Romaja: Jinkyeok) trước khi lấy tên Whisper.
Bộ phim đánh dấu sự trở lại của Lee Bo-young sau gần 3 năm vắng bóng, và cũng là sự tái hợp của cô với bạn diễn Lee Sang-yoon kể từ phim Seo Young của bố năm 2012 của đài KBS2. Lee Bo-young và Kim Hae-sook cũng tiếp tục với vai trò mẹ con trong phim mới sau bộ phim Đôi tai ngoại cảm năm 2013.

## Ratings
Trong bảng dưới đây, các số màu xanh thể hiện xếp hạng thấp nhất và các số màu đỏ thể hiện xếp hạng cao nhất.
| Tập        | Ngày phát sóng           | Tỉ lệ khán giả xem trung bình | Tỉ lệ khán giả xem trung bình | Tỉ lệ khán giả xem trung bình | Tỉ lệ khán giả xem trung bình |
| Tập        | Ngày phát sóng           | TNmS                          | TNmS                          | AGB Nielsen                   | AGB Nielsen                   |
| Tập        | Ngày phát sóng           | Toàn quốc (Hàn Quốc)          | Seoul                         | Toàn quốc (Hàn Quốc)          | Seoul                         |
| ---------- | ------------------------ | ----------------------------- | ----------------------------- | ----------------------------- | ----------------------------- |
| 1          | Ngày 27 tháng 3 năm 2017 | 15.4% (4th)                   | 19.1% (3rd)                   | 13.9% (4th)                   | 16.1% (4th)                   |
| 2          | Ngày 28 tháng 3 năm 2017 | 12.9% (5th)                   | 15.3% (4th)                   | 13.4% (5th)                   | 14.9% (4th)                   |
| 3          | Ngày 3 tháng 4 năm 2017  | 16.3% (4th)                   | 19.8% (3rd)                   | 13.8% (4th)                   | 14.1% (4th)                   |
| 4          | Ngày 4 tháng 4 năm 2017  | 14.2% (4th)                   | 16.3% (4th)                   | 15.0% (4th)                   | 16.7% (4th)                   |
| 5          | Ngày 10 tháng 4 năm 2017 | 13.5% (4th)                   | 15.2% (4th)                   | 14.9% (4th)                   | 16.0% (4th)                   |
| 6          | Ngày 11 tháng 4 năm 2017 | 13.0% (4th)                   | 16.2% (4th)                   | 14.9% (4th)                   | 15.7% (4th)                   |
| 7          | Ngày 17 tháng 4 năm 2017 | 12.9% (6th)                   | 15.4% (4th)                   | 14.9% (4th)                   | 15.5% (4th)                   |
| 8          | Ngày 18 tháng 4 năm 2017 | 13.1% (5th)                   | 15.9% (4th)                   | 16.0% (4th)                   | 16.9% (3rd)                   |
| 9          | Ngày 24 tháng 4 năm 2017 | 13.4% (4th)                   | 14.9% (4th)                   | 15.5% (4th)                   | 17.1% (3rd)                   |
| 10         | Ngày 25 tháng 4 năm 2017 | 10.9% (7th)                   | 13.0% (4th)                   | 11.9% (5th)                   | 12.5% (5th)                   |
| 11         | Ngày 1 tháng 5 năm 2017  | 13.4% (4th)                   | 14.5% (5th)                   | 16.0% (3rd)                   | 17.2% (3rd)                   |
| 12         | Ngày 2 tháng 5 năm 2017  | 13.1% (2nd)                   | 15.0% (1st)                   | 15.9% (1st)                   | 17.1% (1st)                   |
| 13         | Ngày 8 tháng 5 năm 2017  | 13.5% (4th)                   | 15.0% (5th)                   | 15.8% (4th)                   | 16.8% (3rd)                   |
| 14         | Ngày 15 tháng 5 năm 2017 | 13.1% (6th)                   | 14.1% (4th)                   | 17.0% (4th)                   | 18.2% (2nd)                   |
| 15         | Ngày 16 tháng 5 năm 2017 | 13.3% (5th)                   | 14.4% (5th)                   | 16.4% (4th)                   | 17.1% (3rd)                   |
| 16         | Ngày 22 tháng 5 năm 2017 | 15.2% (4th)                   | 17.0% (4th)                   | 19.2% (2nd)                   | 20.1% (2nd)                   |
| 17         | Ngày 23 tháng 5 năm 2017 | 15.8% (2nd)                   | 17.5% (2nd)                   | 20.3% (2nd)                   | 21.8% (2nd)                   |
| Trung bình | Trung bình               | 13.71%                        | 15.81%                        | 15.58%                        | 16.70%                        |

## Đề cử và giải thưởng
| Năm  | Giải thưởng                           | Hạng mục                                                        | Diễn viên      | Kết quả   | Tham khảo   |
| ---- | ------------------------------------- | --------------------------------------------------------------- | -------------- | --------- | ----------- |
| 2017 | Giải thưởng phim truyền hình SBS 2017 | Nhân vật của năm                                                | Kim Kap-soo    | Đề cử     | [ 7 ] [ 8 ] |
| 2017 | Giải thưởng phim truyền hình SBS 2017 | Nam diễn viên xuất sắc nhất phim phát sóng vào thứ Hai - thứ Ba | Lee Sang-yoon  | Đề cử     | [ 7 ] [ 8 ] |
| 2017 | Giải thưởng phim truyền hình SBS 2017 | Nữ diễn viên xuất sắc nhất phim phát sóng vào thứ Hai - thứ Ba  | Lee Bo-young   | Đoạt giải | [ 7 ] [ 8 ] |
| 2017 | Giải thưởng phim truyền hình SBS 2017 | Nam diễn viên xuất sắc phim phát sóng vào thứ Hai - thứ Ba      | Kwon Yul       | Đoạt giải | [ 7 ] [ 8 ] |
| 2017 | Giải thưởng phim truyền hình SBS 2017 | Nữ diễn viên xuất sắc phim phát sóng vào thứ Hai - thứ Ba       | Park Se-young  | Đoạt giải | [ 7 ] [ 8 ] |
| 2017 | Giải thưởng phim truyền hình SBS 2017 | Nam diễn viên phụ xuất sắc nhất                                 | Kim Hyung-mook | Đề cử     | [ 7 ] [ 8 ] |
| 2017 | 1st The Seoul Awards                  | Nữ diễn viên chính xuất sắc nhất                                | Lee Bo-young   | Đề cử     |             |

## Nhạc phim
- OST đặc biệt（Ngày phát hành：26 tháng 5 năm 2017）

| STT | Nhan đề                    | Ca sĩ           | Thời lượng |
| --- | -------------------------- | --------------- | ---------- |
| 1.  | "A day of Reckoning"       | Various Artists | 02:30      |
| 2.  | "Revers"                   | Various Artists | 04:18      |
| 3.  | "Sacht Howl"               | Various Artists | 02:14      |
| 4.  | "Dream on"                 | Various Artists | 04:05      |
| 5.  | "A Devil Incarnate"        | Various Artists | 03:48      |
| 6.  | "Warfare"                  | Various Artists | 02:39      |
| 7.  | "A Day of Reckoning 2"     | Various Artists | 02:36      |
| 8.  | "Silent Footprint"         | Various Artists | 02:16      |
| 9.  | "Onslaught"                | Various Artists | 02:49      |
| 10. | "Enormous"                 | Various Artists | 03:29      |
| 11. | "Pass"                     | Various Artists | 02:26      |
| 12. | "Keep in Check"            | Various Artists | 02:29      |
| 13. | "Don`t be Sick"            | Various Artists | 03:38      |
| 14. | "Devils"                   | Various Artists | 03:19      |
| 15. | "Plan"                     | Various Artists | 03:22      |
| 16. | "Suspicious"               | Various Artists | 02:56      |
| 17. | "A sudden Report of a Gun" | Various Artists | 02:35      |
| 18. | "Revers 2"                 | Various Artists | 03:20      |